# Allan Houston
Allan Wade Houston (ur. 20 kwietnia 1971 w Louisville) – amerykański koszykarz, występujący na pozycji rzucającego obrońcy, mistrz olimpijski z Sydney.
W 1989 wystąpił w meczu gwiazd amerykańskich szkół średnich - McDonald’s All-American.
Mierzący 198 cm wzrostu koszykarz studiował na University of Tennessee, gdzie trenerem był jego ojciec Wade. Do NBA został wybrany z 11 numerem w drafcie 1993 przez Detroit Pistons. W Detroit grał trzy lata, po zakończeniu debiutanckiego kontraktu podpisał umowę z New York Knicks i stał się ważnym elementem zespołu, który w 1999 niespodziewanie dotarł do finałów NBA. Dwukrotnie brał udział w All-Star Game (2000 i 2001), a w 2000 wziął udział w igrzyskach i z reprezentacją wywalczył złoty medal. W 2001 podpisał z tą organizacją maksymalny kontrakt, w następnych latach jednak bardzo często był kontuzjowany i praktycznie zakończył karierę w sezonie 2004/05.

## Osiągnięcia

### NCAA
- Uczestnik II rundy turnieju National Invitation Tournament (NIT – 1990, 1992)
- MVP turnieju SEC (1991)[2]
- Uczelnia zastrzegła należący do niego numer 20

### NBA
- Finalista NBA (1999)[3]
- 2-krotny uczestnik meczu gwiazd NBA (2000, 2001)[4]
- Zwycięzca konkursu Shooting Stars podczas NBA All-Star Weekend (2012)[5]
- Lider w skuteczności rzutów wolnych:
  - sezonu regularnego (2003)[6]
  - play-off (2001 - wspólnie z Damonem Stoudamirem, Hedo Türkoğlu, Seanem Elliottem)[7]
- Uczestnik konkursu wsadów podczas NBA All-Star Weekend (1994 - 4. miejsce)[8]

### Reprezentacja
- Mistrz:
  - olimpijski (2000)[9]
  - Ameryki (1999)[10]
  - Ameryki U-18 (1990)[11]
- Lider igrzysk olimpijskich w skuteczności rzutów za 3 punkty (2000 – 60%)[12]